# Michael Wellner Pospíšil
Michael Wellner Pospíšil (* 15. února 1955 Praha) je český filmař, režisér, fotograf, scenárista, střihač, novinář, spisovatel a kulturní diplomat. Byl ředitelem Českého centra v Paříži (2000–2007, 2013–2016) a Českého centra v Sofii (2007–2009). V roce 2016 se vrátil do České republiky a věnuje se výhradně fotografii.

## Život
Od svých tří let hrál v řadě českých filmů, například Až přijde kocour (režie Vojtěch Jasný), Ukradená vzducholoď (režie Karel Zeman), Láska (režie Karel Kachyňa) a Pythagoras (režie Pavel Hobl) a další. Mezi lety 1972–1974 studoval fotografii na Lidové škole umění (prof. Ján Šmok). V roce 1974 maturoval na Gymnáziu Jana Nerudy v Hellichově ulici v Praze. V roce 1974 do roku 1980 studoval na Katedře režie a scenáristiky dokumentární a televizní tvorbu FAMU v Praze.

## Kariéra ve Francii
Díky otcově slabosti pro francouzštinu měl i Michael sklony vyhledávat francouzskou kulturu. V roce 1978 se mu podařilo získat stipendium na Nové Sorbonně v Paříži, kde na přelomu let 1978 a 1979 prožil šest měsíců. Tehdy padlo jeho definitivní rozhodnutí, že v Paříži bude žít. V roce 1980 odešel z Čech a žil ve Francii, kde působil jako režisér, scenárista, střihač, kameraman, fotograf a novinář. Natočil více než 60 krátkometrážních filmů a seriálů pro francouzské a německé instituce a televize. Mezi lety 2000 až 2007 působil jako ředitel Českého centra v Paříži, kde propagoval český film, hudbu, výtvarné umění, fotografii apod. V roce 2005 ho francouzský ministr kultury jmenoval Rytířem Řádu umění a literatury za rozvíjení česko-francouzských vztahů. V roce 2013 se podruhé stal ředitelem Českého centra v Paříži (do roku 2016).
V roce 2016 se Michael W. Pospíšil vrátil definitivně z Paříže do Prahy.

## Kariéra v Sofii a v Praze
Od roku 2007 byl ředitelem Českého centra v Sofii, kde působil do roku 2009, poté se vrátil do Prahy a stal se generálním ředitelem celé sítě Českých center (2009–2012).

## Publikační činnost

### Knihy

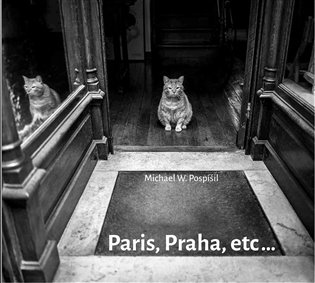
Fotografie z knihy Michaela Wellnera Pospíšila Paris, Praha, etc… (rok vydání 2020)

- V roce 2007 vydal, společně s J. Gaspardem Páleníčkem, knihu CULTURE TCHÈQUE DES ANNÉES 60,[5] která si klade za cíl vykreslit obraz české kultury 60. let 20. století v oblasti historie, literatury, divadla, výtvarného umění, hudby, filmu.
- V roce 1996 vydal knihu vzpomínek svého otce Ladislava Pospíšila Ve znamení Halleyovy komety.[1][6] Kniha čerpá z dochovaného válečného deníku Ladislava Pospíšila a jeho vzpomínek. Vypráví o každodenních příhodách vojáků, často s humorem, ale i sarkasmem. Fotografie, otištěné v příloze, pořídil kdysi sám Ladislav Pospíšil svým fotoaparátem Kodak-Duo a byly publikovány poprvé.[7]
- V roce 2020 vyšla jeho první fotografická publikace Paris, Praha, etc…,[1] která vznikla po mnoha výstavách abstraktních a street fotografií z Paříže, Prahy a jiných konců světa k autorovým 65. narozeninám. Všechny fotografie jsou z období od roku 2013 do roku 2020.[8] Kniha obsahuje fotografie městských zákoutí, obrazců na oprýskaných zdech, letmých setkání v kavárnách a barech, zrcadlení několika souběžných pouličních dějů či zdánlivě obyčejných objektů a věcí, které v neustálém spěchu lidé míjí bez povšimnutí.[4]